# فيليبية
الذُّؤنُون أو الطُّرثوث أو الفِيليبِية هو جنس من النباتات المزهرة في الفصيلة الهالوكية، مهدها البلقان واليونان وشبه جزيرة القرم ومنطقة القوقاز والأناضول والشام والعراق وإيران. هي طفيليات جذرية لا يمكنها إجراء عملية التمثيل الضوئي ولا تظهر إلا فوق سطح الأرض عند الإزهار.